# 헬카락세
헬카락세는 《실마릴리온》에 나오는 발리노르와 가운데땅으로 이어진 극지방이다.
매서운 추위로 사람이 살기 적합하지 않기에 작중에서 크게 주목받지 않는 곳이다.
페아노르가 텔레리 함선을 통해 가운데땅에 상륙해 모르고스와 교전하는 동안 핑골핀 무리가 이 구역을 거쳐 발리노르에서 가운데땅으로 도착했다고 한다.
헬카락세는 극심한 추위로 인해 이곳을 거쳐가는 행군은 신체적 능력이 뛰어난 놀도르마저도 고난이었다고 전해진다. 특히 핀웨의 둘째 아들 핑골핀과 셋째 아들 피나르핀의 사람들이 헬카락세 행군에서 목숨을 잃은 자가 많았으며, 투르곤의 부인
엘렌웨는 이곳의 크레바스에 떨어져 죽게 되어 투르곤은 이후로 발리노르에서 놀도르가 가운데땅으로 향하도록 요구한 자신의 숙부 페아노르와 그의 아들들을 증오하게 된다.